# Jungdeutschland-Bund
Der Jungdeutschland-Bund (ab 1924 Arbeitsgemeinschaft der vaterländischen Jugend) war eine 1911 gegründete Dachorganisation bürgerlicher Jugendverbände zur Wehrerziehung der deutschen Jugend.

## Geschichte
Nachdem im preußischen Jugendpflegeerlass vom Januar 1911 Elemente der vormilitärischen Erziehung in die allgemeine Jugendarbeit integriert wurden, gründete der Feldmarschall Colmar Freiherr von der Goltz auf Initiative des Kriegsministeriums den Jungdeutschland-Bund als Dachverband bürgerlicher Jugendorganisationen. Im Gründungsaufruf vom Dezember 1911 hieß es: „Wir brauchen ein starkes Geschlecht für die Zukunft unseres Volkes. Nur eine wehrhafte Jugend sichert den Staaten und Nationen eine glückliche Zukunft. Das lehrt die Geschichte aller Zeiten bis in die jüngste Stunde.“ Von der Goltz empfahl den deutschen Eltern: „Erzieht eure Kinde im kriegerischen Geist und impfet ihnen vom frühesten Alter an Liebe zum Vaterland ein, für das sie sich vielleicht einmal opfern müssen.“
Der Jungdeutschlandbund wurde von den Streitkräften des Deutschen Kaiserreichs tatkräftig unterstützt. Er gab die "Jungdeutschland-Post" heraus. Ein Zitat aus dem Jahr 1913: Still und tief im deutschen Herzen muß die Freude am Krieg und ein Sehnen nach ihm leben, weil wir der Feinde genug haben. 
In Frankreich gab es sociétés de préparation militaire (Gesellschaften für militärische Vorbereitung), sie wurden von staatlichen Stellen unterstützt. In Großbritannien gab es in public schools und Universitäten ein militärisches Training; ebenso bei den 1908 vom britischen General Robert Baden-Powell gegründeten boy scouts (Pfadfindern).
Bis zum Ausbruch des Ersten Weltkriegs im August 1914 schlossen sich dem Jungdeutschland-Bund 35 Organisationen mit etwa 680.000 Mitgliedern an, darunter der Deutsche Pfadfinderbund, Wandervereine, Turnvereine und Sportvereine. Weitere 62.000 gehörten zu direkt dem Jungdeutschland-Bund angeschlossenen Gruppen. Die Mitgliedsverbände verpflichteten sich, ihre Arbeit nach den zentralen Vorgaben des Jungdeutschland-Bundes zu gestalten, während sich dieser um finanzielle, personelle und organisatorische Unterstützung für die angeschlossenen Gruppen bemühte. Darüber hinaus mobilisierte von der Goltz durch ein Netzwerk an Freunden in den verschiedenen Kommunen den Ausbau von Sportplätzen, um so nicht nur den Wehrwillen, sondern auch die Wehrkraft im Sinne von Dauerlauf und großflächigen Spielen zu fördern. Dies hatte auch unmittelbare Auswirkungen auf den Sportunterricht der Weimarer Zeit, wo ein Wandel von Turnen zu Sport die notwendigen Voraussetzungen vorfand.
Nach dem verlorenen Ersten Weltkrieg stand der Jungdeutschland-Bund kurz vor der Auflösung. 1920 wurde mit knapper Mehrheit das bisherige Programm bestätigt. Mit der 1921 beschlossenen neuen Satzung wurde versucht, zusätzlich die Arbeiterjugend zu gewinnen: Man wolle durch die Zusammenfassung der Jugend aller Stände „sein Teil zur Überwindung der Klassengegensätze und Herstellung einer wahren Volksgemeinschaft“ beitragen. Dieses Vorhaben misslang. Auch die Gründung des Deutschen Jungmädchendiensts am 7. Dezember 1923 konnte den starken Mitgliederschwund nicht aufhalten.
Nachdem Rüdiger Graf von der Goltz 1924 den Vorsitz übernommen hatte, wandelte er die elf Landesverbände des Jungdeutschland-Bunds in selbständige Organisationen um, die in der Arbeitsgemeinschaft der vaterländischen Jugend (AVJ) zusammengeschlossen wurden. Unter Goltz’ Führung orientierte sich die Arbeitsgemeinschaft der vaterländischen Jugend zunehmend rechtsextremistisch; großdeutsche, völkische und rassistische Ideen wurden im Verband aufgegriffen. Verstärkt wurde dies durch die Aufnahme der Jugendorganisationen von Deutscher Volkspartei (Hindenburgjugend) und Deutschnationaler Volkspartei (Bismarckjugend) sowie von einzelnen Landesverbänden des Jungstahlhelms, des Scharnhorstbundes und des Jungwolfs.
1932 trat das Deutsche Jugendwerk, der Dachverband der nationalsozialistischen Jugendorganisationen, der Arbeitsgemeinschaft der vaterländischen Jugend bei. Nach der Machtergreifung 1933 wurde die Arbeitsgemeinschaft der vaterländischen Jugend durch den Reichsjugendführer Baldur von Schirach seinerseits in das Deutsche Jugendwerk eingegliedert (Gleichschaltung) und damit de jure aufgelöst.

## Vorsitzende
- 1911–1916 Colmar Freiherr von der Goltz (Generalfeldmarschall)
- 1916–1920 Bernhard Dernburg (Reichsfinanzminister a. D.)
- 1920–1924 Studienrat Wüllenweber
- 1924–1930 Rüdiger Graf von der Goltz
- 1930–1933 Ludwig Vogt (Generalmajor a. D.)

## Erfasste Jugendliche
- 1913: 500.000
- 1914: 745.000
- 1920: 170.000
- 1921: 140.000
- 1927: 250.000

## Publikationen
- Der Jungdeutschland-Bund, 1912–1917.
- Jungdeutschland-Post, 1913–1921.
- Jungdeutschland. Bücherschatz für die deutsche Jugend, 1913–1914.
- Scherls Jungdeutschland-Buch, 1914–1926; danach Jahrbuch des Jungdeutschlandbundes, 1927–1932; danach Jahrbuch Jungdeutschland, vereinigt mit Neuer deutscher Jugendfreund, 1933–1944.
- Nachrichtenblatt des Jungdeutschland-Bundes und des Deutschen Jungmädchendienstes, 1926–1933.
- Jugend und Reich, Vortragsreihe, hrsg. von Kleo Pleyer.